# Johannes Schiotling

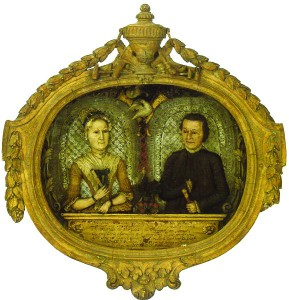
Portret ter gelegenheid van het zilveren huwelijk van Johannes Schiotling en vrouw door Christiaan Mittscherlich

Johannes Schiotling (1730 - 1799) was een Amsterdamse zilversmid. Schiotling was in het Amsterdam van het eind van de 18e eeuw een vooraanstaand ambachtsman. Belangrijk werk van hem bevindt zich in de verzamelingen van het Rijksmuseum en het Amsterdams Historisch Museum. In 1977 werd in het Rijksmuseum Amsterdam een tentoonstelling gewijd aan Johannes Schiotling en zijn kring. Schiotlings werk, gemaakt in de toen modieuze  classicistische stijl is op de antiekmarkt zeer gezocht.
Bekend is het reusachtige zilveren servies dat Johannes Schiotling in 1774 voor de bankier John Hope vervaardigde. Het servies is na de dood van de eigenaar in 1784 niet bij elkaar gebleven. Af en toe worden op veilingen of in de antiekhandel onderdelen van het servies te koop aangeboden.
In de werkplaats van Schiotling heeft zijn meesterknecht Christoffel Mittscherlich (1740 - 1793) een belangrijke rol gespeeld. Christoffel heeft van 1766 tot zijn dood voor Schiotling gewerkt.
In het Amsterdams Museum bevindt zich een portret van Johannes Schiotling en zijn echtgenote Margaretha Sophia Janssen (1740-1801) dat door Christoffel Mittscherlich gemaakt werd ter gelegenheid van het zilveren huwelijksfeest van het echtpaar Schiotling-Jansen op 9 oktober 1788. 